# Блокада окупованих територій Донецької та Луганської областей
Блокада окупованих територій Донецької та Луганської областей (Блокада ОРДЛО) — заходи, направлені на тимчасове повне припинення транспортного сполучення між державою Україна та тимчасово окупованою територією Донецької та Луганської областей. З 26 грудня 2016 року до 15 березня 2017 року заходи здійснювались у форматі громадської акції, яка, загалом, отримала неоднозначну оцінку у суспільстві; з 15 березня 2017 року, після ухвалення рішенням РНБО щодо припинення транспортного сполучення між Україною та ОРДЛО, заходи були переведені на державний рівень.

## Передумови

### Передумови проведення громадянської акції
Передумовами до започаткування блокади стали досить жвавий та не завжди прозорий трафік між окупованою територією ОРДЛО та рештою України; неодноразово виявлені факти перевезення вантажів сумнівного походження (які учасники блокади та волонтери звуть «контрабандою») та постачання в ОРДЛО товарів подвійного призначення, зокрема рацій.
Також в учасників акції є підозри, що торгівля з окупованими територіями ОРДЛО відбувається з порушенням чинного законодавства і до цього причетні члени Уряду. Так, на думку депутата ВР від Демальянсу Мустафи Найєма, причина блокади полягає в корумпованості Уряду та відсутності державної стратегії стосовно окупованих українських територій. Він зокрема зазначає, що людям незрозуміло, куди дівається різниця між ціною вугілля, що закуповує Україна в ОРДЛО, і ціною, що закладається в тариф для населення. Громадянам України також не зрозуміло, чому Уряд України продовжує постачати електроенергію на непідконтрольні території, тим самим підтримуючи здатність терористів воювати проти української армії та збільшуючи борги населення решти України.
Також започаткуванню блокади сприяли необізнаність або відсутність інформації щодо процесів звільнення бойовиками та російськими окупаційними військами українських військовослужбовців, що потрапили у полон. Так, в перші дні проведення блокади один з її організаторів, Семен Семенченко заявляв, що акції на звільнення українських полонених будуть проводитись також у Києві. Акції у Києві щодо звільнення полонених в серпні 2016 року проводила також Надія Савченко.
Блокада окупованих територій не узгоджена ні з однією державною установою, в тому числі СБУ, МВС, ЗСУ, хоча таке узгодження було заплановане на початку акції.
Керівники акції заявляли, що головна мета акції — звільнити українських військових з полону бойовиків як визначено Мінськими домовленостями. Пізніше метою акції стало блокування транспортних потоків як таких, без зв'язку зі звільненням полонених.

### Передумови рішення РНБО щодо блокади
Введення обмежень на вантажні перевезення було викликане неоднозначними наслідками неузгодженої на державному рівні громадської блокади ОРДЛО. Окремі політичні аналітики вважають, що акція блокади виявилась найбільш вигідною російській стороні, яка на тлі блокади змогла фактично перепідпорядкувати собі українські підприємства Донбасу і уникнути при цьому можливих додаткових санкцій. Таким чином руками блокадників Росія завдала відчутного удару по українській металургії та українській економіці загалом.
За умов, що склалися, РНБО ухвалив рішення ввести транспортну блокаду вже не як обмеження на переміщення вантажів між Україною та ОРДЛО, а як між Україною та ДНР і ЛНР, в підпорядкування яких були формально переведені «націоналізовані» підприємства.

## Перебіг подій

### Проведення громадянської акції
Акція була ініційована 16 грудня 2016 року з ультиматуму, який висунули бойовикам українські ветерани-добровольці з вимогою звільнення українських військових, які утримуються в полоні. Цього ж дня на користь блокування окупованого Донбасу висловився Секретар РНБО України Олександр Турчинов. Після початку блокади він зазначив, що рішення про блокаду має бути ухвалене на рівні держави.
Оскільки вимоги учасників акції не були задовільнені, 26 грудня була розпочата акція з блокування залізничного сполучення на окремих ділянках Донецькій області, зокрема — вантажний рух у напрямку захопленої терористами Горлівки.
25 січня 2017 року на 41 км перегону Світланове — Шипилове лінії Сіверськ — Родакове заблоковано вантажний поїзд.
2 лютого заблоковано вантажний поїзд на перегоні Бахмут — Курдюмівка лінії Бахмут — Микитівка.
6 лютого було здійснено спробу зняти блокаду, для чого до місця блокади був підігнаний автобус з «тітушками», який, в свою чергу, був заблокований учасниками акції. Для розблокування автобуса на місце події прибули невідомі особи у камуфляжі (учасники блокади стверджують, що ці особи супроводжували автобус), зі зброєю та без розпізнавальних знаків, які представились поліцією. Керував цими особами начальник головного управління Національної поліції Донецької області В'ячеслав Аброськін, який також був не у формі і без розпізнавальних знаків, але пред'явив посвідчення. Для розблокування дороги особи у камуфляжі застосували силу та спецзасоби (гумові кийки і сльозогінний газ). Аброськін стверджує, що у заблокованому автобусі знаходились працівники Курахівської ТЕС. У ході протистояння, один з учасників блокади дав ляпаса В'ячеславу Аброськіну.
9 лютого акцію підтримали бійці 16-го мотопіхотного батальйону 58-ї бригади ЗСУ. Вони звернулися до Президента України Петра Порошенка із закликом зупинити торгівлю і будь-які фінансові відносини з сепаратистами та їх представниками на тимчасово окупованих територіях ОРДЛО. Захисники України зазначають у своєму зверненні, що «кожна гривня, спрямована в ОРДЛО, — це пряме фінансування тероризму. Тероризму, який вже третій рік поспіль не дає спокою нашій державі». Вони також віджалися на рейках перед заблокованим потягом, приєднавшись до акції 22 Pushup Challenge та передавши естафету співробітникам СБУ із закликом «зупини 22 барижні ешелони».
10 лютого заблоковано дільницю Ясинувата — Костянтинівка.
13 лютого через блокаду залізниці та нестачу сировини припинив роботу Алчевський металургійний комбінат, який знаходиться на території ОРДЛО. Народний депутат та учасник блокади Семен Семенченко стверджує, що комбінат контролюється російськими промислово-фінансовими групами та фінансував бойовиків.
16 лютого розпочалася блокада доріг. Біля міста Золоте Луганської області було облаштовано редут, щоб припинити рух автомобілів із товарами.
19 лютого, у день поминання загиблих під час Революції гідності, очільники та організатори блокади Семен Семенченко, Єгор Соболєв та Володимир Парасюк, які прибули до Києва, намагались організувати акцію протесту біля резиденції Президента, але не отримали значної підтримки киян та гостей міста, через що акція була згорнута.
27 лютого терористи ДНР та ЛНР висунули зустрічний ультиматум, вимагаючи припинити блокаду та погрожуючи «націоналізувати» українські підприємства, що знаходяться на території ОРДЛО, але сплачують податки до бюджету України та контролюються Урядом України. 1 березня така «націоналізація» була проведена.
13 березня СБУ та підрозділ поліції спеціального призначення «КОРД» на станції Кривий Торець провели затримання учасників блокади на одному з редутів", встановлених блокадниками. В результаті проведення було затримано 43 особи, вилучено 8 одиниць вогнепальної зброї, значну кількість пляшок із запальною сумішшю.
14 березня активісти ОУН, які виступають на підтримку блокади торгівлі з окупованими територіями України, закидали офіс компанії бізнесмена Ріната Ахметова у Києві камінням і петардами.

### Рішення про припинення транспортного сполучення
15 березня Президент запропонував РНБО провести повне припинення транспортного сполучення з окупованими територіями.

### Рішення про припинення постачання електроенергії до ОРЛО
25 квітня о 0 годині 0 хвилин через борг неплатежів у 5 млрд грн ТОВ «Луганське енергетичне об'єднання» припинило постачання електроенергії до окремих районів Луганської області. ЛЕО протягом кількох років повідомляло про значні збитки через неплатежі із окупованих районів Луганської області. І лише у квітні 2017 було ухвалене відповідне рішення енергетичного міністерства про відключення. Через кілька годин після цього електроенергія почала надходити з Росії.
Постачання електроенергії з Росії будуть списані на технологічні втрати російської Федеральної мережевої компанії (ФСК — Федеральная Сетевая компания), втрати складуть 2-4,6 мільярда рублів на рік. ФСК підніме тариф на 2,5 %.

### Припинення подачі електроенергії в ОРДЛО
26 липня 2017 року Укренерго повністю припинив постачати електроенергію в ОРДЛО

## Стан правового регулювання

### Громадянська акція
Правовою базою акції є постанова Верховної Ради України, якою Окремі райони Донецької та Луганської областей (ОРДЛО) визнаються тимчасово окупованою територією. Ця постанова визначає наявність в ОРДЛО російських окупаційних військ та інших збройних формувань, але не визначає Росію як сторону, на яку згідно норм міжнародного права покладається повна відповідальність щодо захисту та забезпечення цивільного населення на окупованих територіях.
Відсутність чітко визначеної сторони, на яку має бути покладена відповідальність за забезпечення цивільного населення, породжує дискусії щодо тлумачення положень цієї постанови, які відбуваються, в тому числі, і на найвищому рівні. Відсутність в законодавстві України чіткого правового визначення сторони-окупанта ОРДЛО також призвела до дискусій та проявів протистояння навколо блокування ОРДЛО.
У червні 2015 Петро Порошенко запевнив Верховну Раду та український народ, що економічні зв'язки з захопленими бойовиками територіями та соціальні виплати на окупованих територіях поновлюватися не будуть, доки не буде відчутного прогресу в наближенні до миру, оскільки «було б безвідповідально і перед всією Україною, і перед мешканцями окупованих територій власними ж силами пролонгувати владу кримінально-терористичного режиму». На січень-лютий 2017 р. «наближення до миру» не спостерігалося, а обстріли терористами позицій українських військових, беручи до уваги бої під Авдіївкою та на Світлодарській дузі, досягли максимуму за останній рік.
Генеральна Прокуратура вважає, що акція проводиться з порушенням Законодавства України. Відкрите кримінальне провадження за фактом блокування залізничних перевезень.

### Рішення РНБО
Після «націоналізації» підприємств та території ОРДЛО терористичними організаціями ДНР та ЛНР будь які економічні відносини з «націоналізованими підприємствами» перейшли в площину економічних відносин з терористичними організаціями ДНР та ЛНР. У цих умовах політичне керівництво України ухвалило рішення про припинення економічних зв'язків з захопленими терористами підприємствами. 15 березня 2017 року Олександр Турчинов повідомив, що вантажні перевезення через зону розмежування повністю перекриті.

## Обставини блокування

### Вугільна залежність енергетики
7 лютого 2017 Міністр енергетики та вугільної промисловості України Ігор Насалик заявив, що з 24 мільйонів тонн вугілля, які споживає українська енергетика на рік, понад 9 мільйонів — антрацит, поклади якого залишилися на непідконтрольній частині Донбасу. Прем'єр-Міністр України Володимир Гройсман та окремі офіційні особи України наголошують, що це вугілля не може бути замінене вугіллям інших сортів, без коштовної реконструкції наявних котельних. Ця позиція викликає жорстку критику прибічників блокади, які вважають, що Уряд та окремі міністерства просто згаяли час, за який можна було провести реконструкцію котельних. За розрахунками на початок 2015 року реконструкція ТЕЦ для переведення на інше вугілля мала коштувати $2 млрд (по $100 млн на кожну з 20 діючих ТЕС).

### Мотивація Міністерства енергетики України
Міністр енергетики повідомив, що в Україні можуть початись віялові відключення електроенергії через зупинку ТЕЦ, які працюють на антрацитному вугіллі. За оцінками Міністерства, для продовження роботи ТЕЦ потрібно закупити на зовнішньому ринку 8 млн тон вугілля, що потребує додаткових бюджетних витрат 20 млрд грн.
Акція, що відбувається в середині опалювального сезону, ставить під загрозу постачання тепла та електроенергії в населені пункти в українські частини Донбасу, в місто Маріуполь. Внаслідок акції зменшується сплата податків підприємствами та установами, що знаходяться на тимчасово непідконтрольній території в бюджет України.

### Мотивація учасників та прибічників блокади
З метою здобуття незалежності української енергетики була введена формула розрахунку вартості вугілля «Роттердам-плюс», закладена у собівартість електроенергії та тепла, яку сплачують українські споживачі. В цих умовах отримання наддешевого вугілля з окупованої частини Донбасу дозволяє власникам енергетичних компаній (здебільшого афільованих з мільярдером Рінатом Ахметовим) отримувати надприбутки.
Учасники блокади також наголошують, що шахти в ОРДЛО, які постачають вугілля на підконтрольну законній владі України територію, не могли б функціонувати, якби не здійснювали фінансові відрахування на користь терористичних організацій ДНР та ЛНР. Таким чином, торгівля з ОРДЛО розцінюється учасниками блокади як непряме фінансування цих терористичних організацій.
В лютому 2017, після сутичок з правоохоронцями, ініційованих очільниками та організаторами блокади депутатами ВР Семеном Семенченком, Єгором Соболєвим (обидва належать до фракції «Самопоміч») та Володимиром Парасюком, які намагались організувати акцію протесту біля резиденції Президента, голова партії «Самопоміч» Андрій Садовий заявив, що в цілому підтримує дії ініціаторів блокади.
Андрій Білецький саркастично коментував обґрунтування непотрібності блокади ОРДЛО чинною владою загалом та заяви ГУР МО України.

### Підтримка акції органами місцевого самоврядування
3 березня депутати Тернопільської обласної ради підтримуємо ініціативу ветеранів-учасників бойових дій в АТО, які розпочали акцію «Блокада торгівлі на крові».
14 березня Рівненська обласна та міська ради ухвалили звернення, в яких підтримали торговельну блокаду окупованих районів Донбасу та засудили силовий розгін учасників акції. Того ж дня Івано-Франківська обласна рада підтримала блокаду ОРДЛО і зажадала відставки Арсена Авакова. Львівська обласна рада надіслала вимогу Президенту України встановити мораторій на ввезення товарів на тимчасово окуповану територію України та вивезення вантажів і розслідувати, кому видавали дозволи на гуртові поставки продукції з окупованого Донбасу на територію України. Увечері того ж дня міська рада Чернівців підтримала блокаду ОРДЛО і звернулася з листами до керівництва держави.

## Реакція

### Реакція міжнародного товариства та пов'язані події
16 лютого у представництві ЄС в Україні закликали припинити блокаду Донбасу, оскільки блокада може призвести до енергетичної кризи.
18 лютого припинити блокаду окупованого ОРДЛО закликали міністри закордонних справ країн «нормандської четвірки».
Голова МВС Арсен Аваков вважає, що організаторами акції є голова опозиційної партії "Об'єднання «Самопоміч» Андрій Садовий та фракція політичної партії "Об'єднання «Самопоміч» у Верховній Раді.
Міжнародні організації виступають проти проведення блокади та інших заходів, що негативно відбиваються на цивільному населення в ОРДЛО. Так, на початку лютого 2017 ООН висловила критику української влади через призупинення виплати пенсійного забезпечення на непідконтрольних територіях.

### Реакція Росії
15 березня рішення української влади про перекриття вантажних перевезень з ОРДЛО, після тривалої блокади українськими активістами, викликало негативну реакцію в російській владі.

## Наслідки

### Економічні наслідки
13 лютого 2017 Міністерство енергетики та вугільної промисловості підготувало на розгляд Уряду України проєкт постанови про запровадження надзвичайного стану в енергетиці. 15 лютого Кабмін через нестачу антрациту фактично ввів надзвичайний стан в електроенергетиці.
Замголови НБУ Дмитро Сологуб заявив, що в результаті блокади збитки держави становлять 2 млрд доларів валютної виручки і продовжують зростати.

### Гуманітарні наслідки
Станом на 25.03.2025 блокада не призвела до звільнення будь-кого з українських полонених.

### Політичні наслідки
На думку заступника глови Адміністрації Президента Костянтина Єлісєєва дії учасників акції заважають ухваленню рішення про запровадження додаткових санкцій проти Росії європейськими партнерами України.